# Lago di Aiso
Il lago di Aiso è un piccolo lago pressoché circolare del diametro di 25 metri e profondo 13 metri. Originato da una risorgiva artesiana, il lago è situato nella frazione di Capro, nel comune di Bevagna, in Umbria.
Seppur di modeste dimensioni, il lago è stato recentemente inserito tra i siti di rilevante importanza comunitaria.
Il lago ha una forma pressoché cilindrica e le pareti sono formate una roccia composta da limi argillosi, sabbia e ghiaie tipiche del territorio umbro. La temperatura delle acque è di circa 14° e sono smaltite da un emissario che defluisce nel fiume Topino.

## Folclore
Il lago è conosciuto anche come Lago dell'Abisso o Lago dell'Inferno per via di alcune leggende e miti che ruotano sia sull'origine del lago stesso sia sulla presunta presenza di pesci con un occhio solo.  